# Beatyfikowani przez Innocentego X
Beatyfikowani przez Innocentego X – błogosławieni wyniesieni na ołtarze w czasie pontyfikatu Innocentego X.

## 1644
24 listopada
- Bł. Bernard Tolomei (zatwierdzenie kultu)

## 1645
8 października
- Bł. Filip Benicjusz

## 1647
- Bł. Gabriel Maria (zatwierdzenie kultu)

### 1649
1 lutego
- Bł. Mikołaj z Flüe (zatwierdzenie kultu)

### 1650
19 grudnia
- Bł. Jan Kapistran

### 1654
13 kwietnia
- Bł. Bernardyn z Feltre (zatwierdzenie kultu)